# 新竹縣竹北市麻園國民小學
24°50′47″N 120°58′38″E / 24.8463398°N 120.9771977°E
新竹縣立麻園國民小學，簡稱麻園國小，位於竹北市麻園里長園一街236號。學區範圍大致涵蓋全部麻園里，學生人數不多，自分校時期至今一直維持每個年級一班、全校共六班的小校規模。1970年代學生人數維持在二百名，每班約有三十餘人；現在不滿百人，每班約十餘人。

## 校史

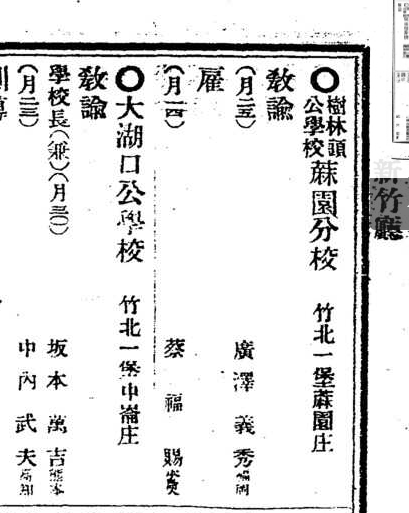
1916年蔴園分校誕生，臺灣總督府職員錄新竹廳第222頁

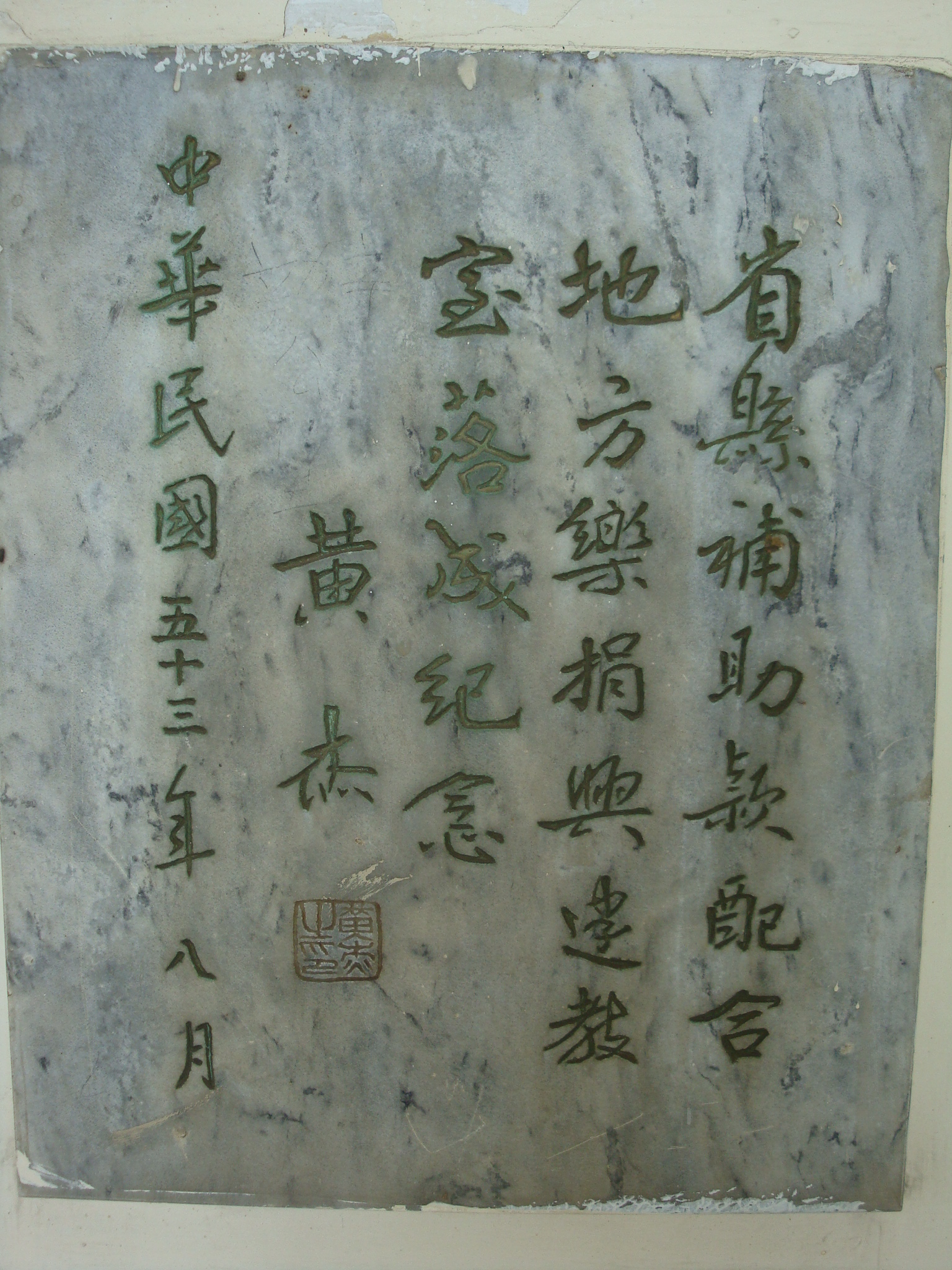
行政辦公室及舊教室建於1964年，這塊牌鑲於辦公室外牆

1916年，日本新竹廳於麻園國小現今所在位置設立了樹林頭公學校蔴園分校(樹林頭公學校即今日的新竹市北門國小)，當時麻園的地方行政單位名稱叫做竹北一堡蔴園庄。設校第一年派任老師兩人，分別是教諭廣澤義秀(福岡人)、雇蔡福賜(本島人)。
蔴園分校於1920年獨立為蔴園公學校。這一年，學校老師增為六人。1922年，蔴園公學校遷到新社改稱為新社公學校，成為了現在新社國小與竹北國小的前身。
蔴園公學校於1922年遷走之後，麻園地方持續38年沒有學校，一直到1960年，才有豐田國校麻園分校在現址成立。1963年八月十七日麻園分校獨立為麻園國校。1968年八月一日，全國實施九年國民義務教育，於是改稱為麻園國民小學。
2013年七月，因為建於1964年的學校行政辦公室梁柱、牆壁多處龜裂，原要開工補強廊柱，打開柱子外覆構造物發現柱基完全被淘空，與地面落差約兩公尺，鋼筋鏽蝕、斷裂，於是整所學校緊急遷出，改安置於豐田國小。
2015年12月31日，校舍重建工程完工。2016年2月15日，師生重返校園上課。

## 外部連結
- 麻園國民小學官方網站
- 麻園國小補強廊柱 赫見地基掏空 （页面存档备份，存于）